# Associação das Universidades de Língua Portuguesa
A Associação das Universidades de Língua Portuguesa (AULP) é uma ONG internacional que promove a cooperação e troca de informação entre Universidades e Institutos Superiores. A Associação conta com mais de 130 membros dos oito países de língua oficial portuguesa – Angola, Brasil, Cabo Verde, Guiné-Bissau, Moçambique, Portugal, São Tomé e Príncipe, Timor – e Macau (RAEM).
Fundada no dia 26 de Novembro de 1986, a AULP promove a colaboração multilateral entre as universidades dos países de expressão portuguesa e multiplica esforços no sentido de consolidar laços e promover ações conjuntas entre os seus membros, para que se opere o reconhecimento da importância e da força desta comunidade de pessoas que falam a língua portuguesa e, sobretudo, que fazem investigação e estudos superiores. Uma das prioridades de desenvolvimento da AULP tem apontado para o reforço das relações desta Associação com a Comunidade de Países de Língua Portuguesa (CPLP) da qual é Observador Consultivo o que tem permitido intervir nalgumas áreas temáticas e assumir a função de assessoria científica sempre que a CPLP o solicita.
Os principais desafios que se colocam à AULP prendem-se com a dinamização da rede de universidades de língua portuguesa de forma a valorizar as diversas culturas, aproximar as dinâmicas científicas, multiplicar os intercâmbios nos domínios do ensino e da investigação científica, consolidar as parcerias estratégicas e ampliar o papel da língua portuguesa como animador qualificado desta comunidade.
No âmbito das suas atividades, a Associação das Universidades de Língua Portuguesa é responsável por um amplo leque de iniciativas: Encontros anuais; Reuniões bilaterais temáticas; Edições de Obras Comemorativas; Prémio Fernão Mendes Pinto; Revista Internacional em Língua Portuguesa (RILP); Atas dos Encontros; Edições que promovem a língua portuguesa e as culturas nacionais; Fomento de Pós-graduações multilaterais; Observador Consultivo da Comunidade dos Países de Língua Portuguesa (CPLP).
A dispersão dos seus associados leva a que as iniciativas da AULP se ajustem também a esse figurino. Os Encontros Anuais que realiza assumem um caráter itinerante e a Revista Internacional em Língua Portuguesa (RILP) reúne contribuições originárias das diversas latitudes, enriquecendo o debate científico e favorecendo a relação entre os membros da comunidade.

## Principais atividades
– Encontros Anuais com as instituições membro da AULP e importantes dirigentes governamentais. Assumem um caráter itinerante e reúnem contribuições originárias das diversas latitudes, enriquecendo o debate científico e favorecendo a relação entre os membros da comunidade.
– Programa Mobilidade-AULP, o primeiro programa de mobilidade académica a abranger exclusivamente o intercâmbio de estudantes entre instituições dos países de língua oficial portuguesa e Macau (RAEM, China). Para a Associação, a comunidade lusófona pode beneficiar deste programa piloto, contando com o apoio da AULP que, para facilitar a mobilidade e a acreditação, defende a existência de intercâmbio de informações, currículos flexíveis, transferência de créditos, compartilha da definição de crédito e definição de atividades formativas.

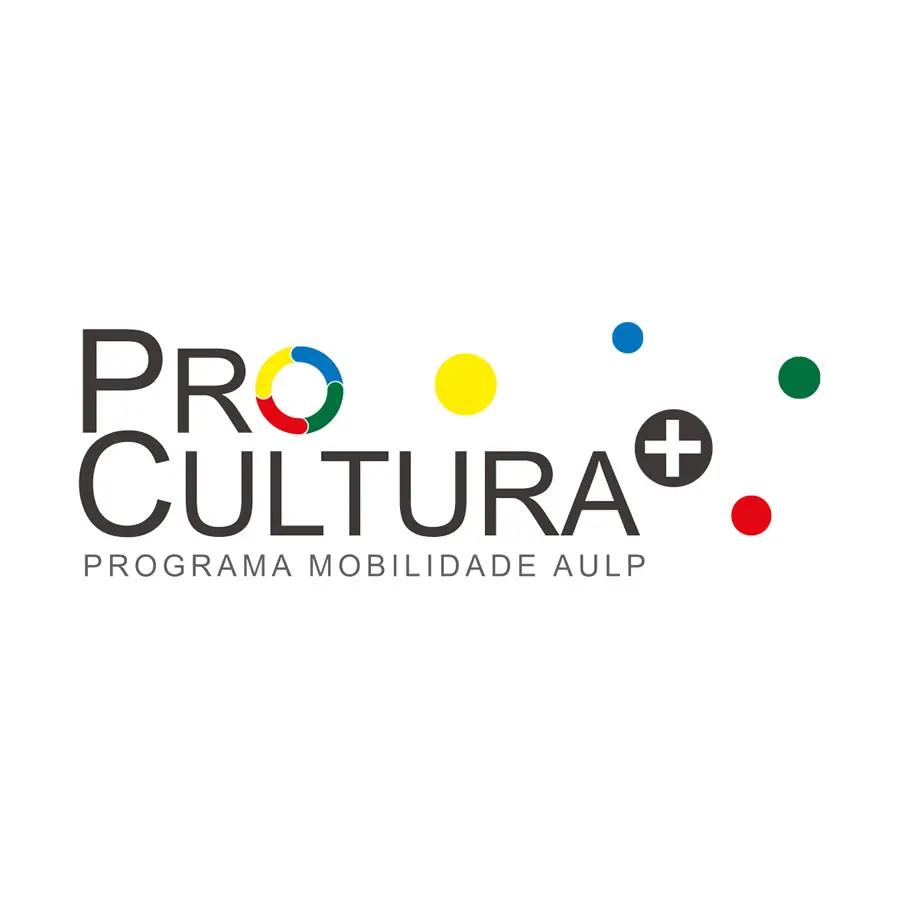
Logótipo do ProCultura+. Website oficial: https://proculturamais-aulp.org/

– Programas Erasmus+ - Na sequência da Ação PROCULTURA PALOP-TL – Promoção do Emprego nas Atividades Geradoras de Rendimento no Setor Cultural nos PALOP e Timor-Leste, financiada pela União Europeia, cofinanciada e gerida pelo Camões, IP, a AULP tem apresentado com sucesso candidaturas ao Programa Erasmus+: O ProCultura+ é um programa de mobilidade AULP que reúne estudantes e professores com o objetivo de promover a capacitação artística e a construção de pensamento crítico de estudantes dos Países Africanos de Língua Oficial Portuguesa e Timor-Leste (PALOP-TL) através da realização de 94 mobilidades. O ProCTEM+ é um programa de mobilidade AULP que reúne estudantes e professores das áreas das Ciências, Tecnologias, Engenharias e Matemáticas para promover a formação das capacidades científico-tecnológicas e de pensamento crítico e lógico dos jovens, visando melhorar sua futura empregabilidade e contribuir para o desenvolvimento sustentável dos Países Africanos de Língua Oficial Portuguesa e Timor-Leste (PALOP-TL), através da realização de 54 mobilidades. O ProSaúde+ é um programa de mobilidade AULP que reúne estudantes e professores da área da Saúde, abrangendo Ciências Biomédicas, Enfermagem, Farmácia, Medicina, Nutrição e Psicologia para promover a formação das capacidades científico tecnológicas e de pensamento crítico e lógico dos jovens para melhorar a sua futura empregabilidade e desenvolvimento sustentável dos Países Africanos de Língua Oficial Portuguesa e Timor-Leste (PALOP-TL), através da concretização de 45 mobilidades.
– Revista Internacional em Língua Portuguesa (RILP) que reúne contribuições originárias das diversas latitudes, enriquecendo o debate científico e favorecendo a relação entre os membros da comunidade. Editada desde 1989, a RILP é uma publicação interdisciplinar da Associação das Universidades de Língua Portuguesa (AULP) que circula a nível nacional e internacional e fomenta o intercâmbio de conhecimento de todos os que na América, Ásia, Europa e África falam português no seu quotidiano e se preocupam com a sua utilização e ensino. Aproximando as culturas que na língua portuguesa encontram expressão, ou que a moldam para se exprimirem, a revista tem uma tiragem semestral de 200 exemplares e é disponibilizada online em regime open access.
– Prémio Fernão Mendes Pinto, que galardoa uma dissertação de mestrado ou doutoramento que contribua para a aproximação das comunidades de língua portuguesa, defendida durante o ano civil anterior. O valor do Prémio Fernão Mendes Pinto é de 8.000€ (oito mil euros) a atribuir numa parceria conjunta entre a AULP e a CPLP ao autor premiado e cuja publicação será da responsabilidade do Instituto Camões. O nome do prémio é uma homenagem a Fernão Mendes Pinto, aventureiro e explorador português que integrou uma das primeiras expedições ocidentais que chegou ao Japão no século XVI.
– Observador consultivo da Comunidade dos Países de Língua Portuguesa (CPLP), permitido que a AULP intervenha nalgumas áreas temáticas e assuma a função de assessoria científica.
– Obras comemorativas, reedições fac-similadas de obras inacessíveis, livros científicos de reconhecido valor já desaparecidos ou cuja oportunidade se faz sentir são distribuídas gratuitamente por todos os membros, reunindo contribuições originárias das diversas latitudes, enriquecendo o debate científico e favorecendo a relação entre os membros da comunidade.

## Listagem dos Encontros Anuais da Associação das Universidades de Língua Portuguesa
I Encontro – 1989 (Lisboa, Portugal)

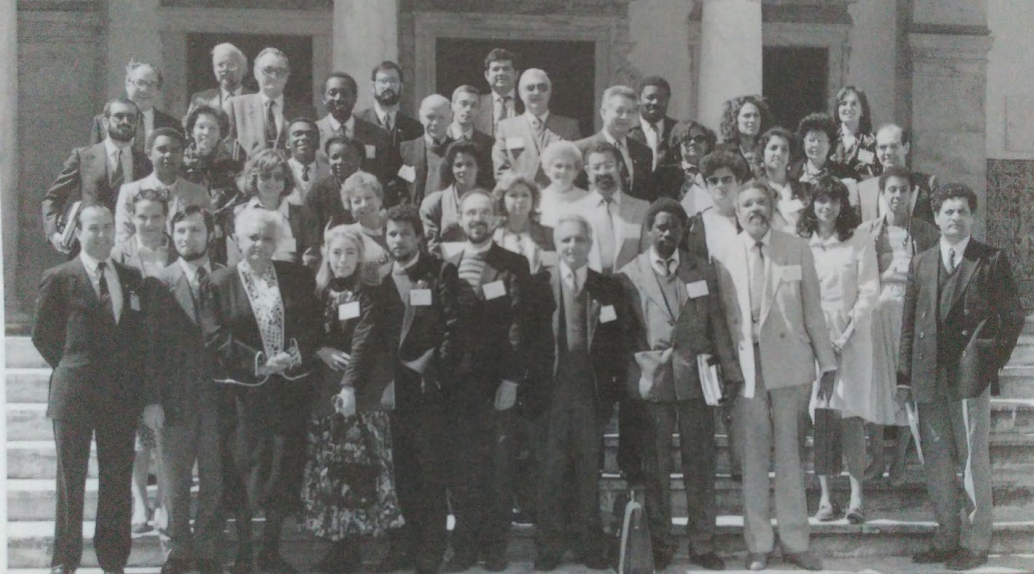
Participantes do II Encontro da AULP - Reitoria da Universidade de Évora, Abril 1990

II Encontro – 1990 (Évora, Portugal) – “Ciência e Tecnologia nos Processos de Desenvolvimento”
III Encontro – 1992 (Estoril, Portugal) – “Ciência e Tecnologia nos Processos de Desenvolvimento: os Recursos e as Infraestruturas”
IV Encontro – 1994 (Estoril, Portugal) – “Gestão dos recursos humanos no ensino superior, os recursos naturais, as infraestruturas e o desenvolvimento bem como o turismo como factor de desenvolvimento”
V Encontro – 1995 (Recife, Brasil) – “Sistema de Ensino no Processo de Desenvolvimento”

VI Encontro – 1996 (Lisboa, Portugal) – “Da Associação das Universidades à Universidade dos Povos de Língua Portuguesa”

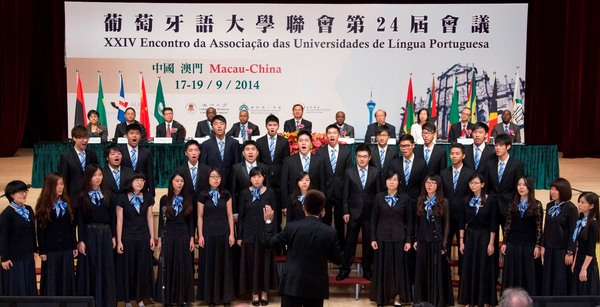
Momento cultural do XXIV Encontro da AULP tendo como instituição anfitriã a Universidade de Macau. (2014)

VII Encontro – 1997 (Rio de Janeiro, Brasil)
VIII Encontro – 1998 (Macau) – “O Ensino do Português como língua estrangeira”
IX Encontro – 1999 (Maputo, Moçambique) – “Universidade e Mudança”
X Encontro – 2000 (Ponta Delgada, Lisboa) – “O Ensino Superior na Sociedade do Século XXI”
XI Encontro – 2001 (Viseu, Portugal) – “Novas Políticas para o Ensino Superior”
XII Encontro – 2002 (Luanda, Angola) – “Financiamento do Ensino Superior”; “Do Reconhecimento à Mobilidade”; “Ensino Superior e Organizações Profissionais”; “Questões da Língua e das Culturas”

XIII Encontro – 2003 (Macau, RAEM) – “Espaço Lusófono do Ensino Superior e Investigação”

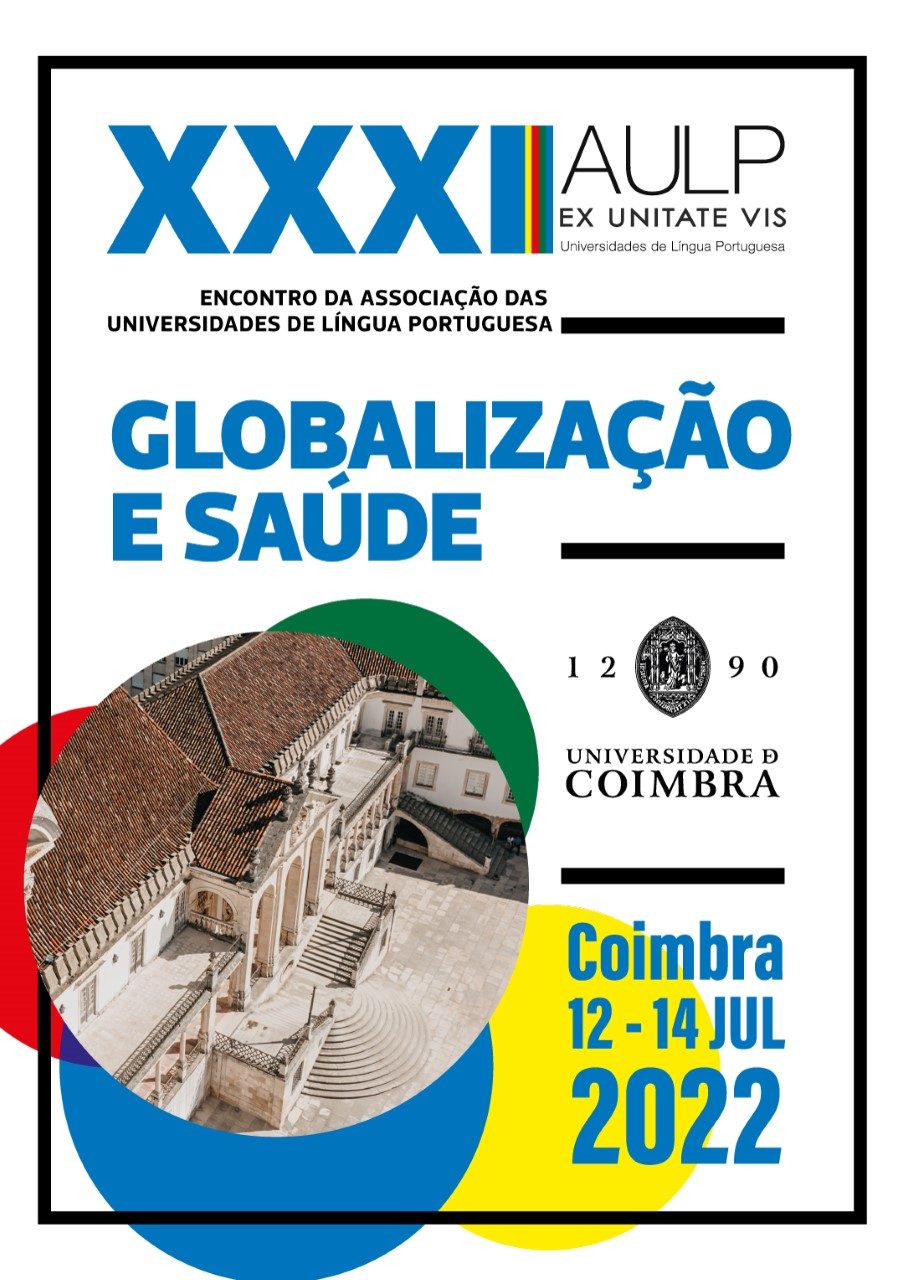
Cartaz do XXXI Encontro da AULP em Coimbra, Portugal (2022)

XIV Encontro – 2004 (São Paulo, Brasil) – “Espaço Lusófono do Conhecimento”
XV Encontro – 2005 (Lisboa, Portugal) – “Novos Desafios no Espaço do Ensino e Investigação dos Países de Língua Portuguesa”
XVI Encontro – 2006 (Macau, RAEM) – “Organização do Espaço de Ensino Superior e Investigação dos Países de Língua Portuguesa”
XVII Encontro – 2007 (Cidade da Praia, Cabo Verde) – “A Universidade em Rede”
XVIII Encontro – 2008 (Brasília, Brasil) – “Ciência, Tecnologia e Desenvolvimento”
XIX Encontro – 2009 (Luanda, Angola) – “Direito, Cidadania e Desenvolvimento”
XX Encontro – 2010 (Macau, RAEM) – “A China, Macau e os Países de Língua Portuguesa”
XXI Encontro - 2011 (Bragança, Portugal) – "Novas Formas de Cooperação: Espaços de Convergência nos Países Lusófonos"

XXII Encontro - 2012 (Maputo, Moçambique) – "Ensino Superior e a Investigação no Espaço da CPLP"

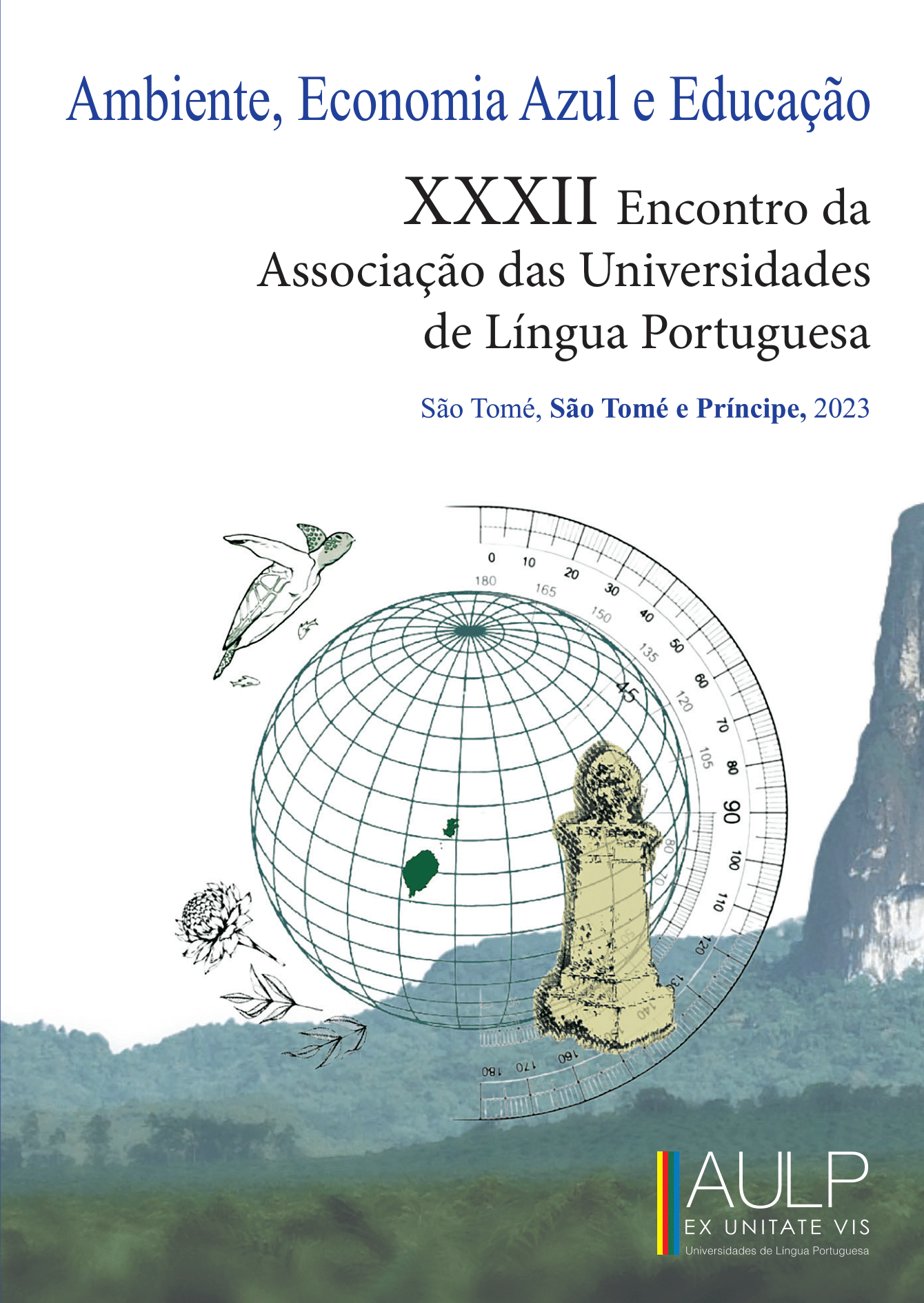
Capa do Livro de Atas do XXXII Encontro da AULP em São Tomé e Príncipe (2023).

XXIII Encontro – 2013 (Belo Horizonte, Brasil) - "Cooperação e Desenvolvimento nos Países de Língua Portuguesa – o Papel das Universidades"
XXIV Encontro - 2014 (Macau, RAEM) - "A importância da divulgação das línguas portuguesa e chinesa para a colaboração académica no ensino superior e promoção do turismo"
XXV Encontro – 2015 (Cidade Velha, Cabo Verde) - "Novos desafios para o Ensino Superior após os objetivos de desenvolvimento do milénio (ODM)"
XXVI Encontro - 2016 (Díli, Timor-Leste) - "Rotas de Signos: Mobilidade Académica e Globalização no Espaço da CPLP e Macau"
XXVII Encontro - 2017 (Campinas, Brasil) - "Confluências de culturas no mundo lusófono"
XXVIII Encontro - 2018 (Lubango, Angola) - "Património Histórico do Espaço Lusófono. Ciência, Arte e Cultura"
XXIX Encontro - 2019 (Lisboa, Portugal) - "Arte e Cultura na Identidade dos Povos"
XXX Encontro - 2021 (Macau, RAEM) - "Diálogo de Culturas e Promoção do Ensino da Língua Portuguesa na China". O evento foi realizado em modelo virtual, via plataforma Zoom, a partir da Universidade de Macau.
XXXI Encontro - 2022 (Coimbra, Portugal) - "Globalização e Saúde"
XXXII Encontro - 2023 (São Tomé, São Tomé e Príncipe) - "Ambiente e Economia Azul"
XXXIII Encontro - 2024 (Rio de Janeiro, Brasil) - "Migrações, Desigualdades e Desenvolvimento Sustentável"
XXXIV Encontro - 2025 (Beira, Moçambique) - "O Papel das Universidades Na Gestão das Alterações Climáticas"

## Programa Mobilidade AULP

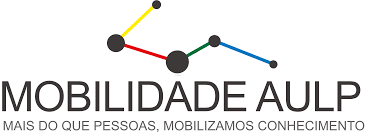
Logótipo do Programa Mobilidade AULP acompanhado do lema "Mais do que pessoas, mobilizamos conhecimento". Website oficial do PM-AULP:https://mobilidade-aulp.org/

O Programa Mobilidade AULP é uma iniciativa promovida pela Associação das Universidades de Língua Portuguesa (AULP) que visa fomentar a cooperação académica e científica entre as instituições de ensino superior dos países de língua portuguesa. Este programa, lançado em 2019, oferece oportunidades de intercâmbio e mobilidade académica para estudantes de licenciaturas, pós-graduações e mestrados das Instituições de Ensino Superior associadas à AULP. O Programa foi concebido com o objetivo de fortalecer os laços entre as instituições de ensino superior dos países lusófonos, promovendo a troca de conhecimento, experiências e boas práticas educacionais. Desde sua criação, tem desempenhado um papel fundamental na promoção da internacionalização do ensino superior e na construção de redes de colaboração entre os países de língua portuguesa.
O Programa prevê que durante a mobilidade o estudante tenha apoios disponibilizados pela Instituição de Acolhimento ao nível da isenção do pagamento de propinas e taxas académicas, alojamento e alimentação. No entanto, nem todas as Instituições de Ensino Superior que aderiram ao Programa Mobilidade AULP disponibilizam estes apoios, sendo necessário que cada estudante candidato consulte a Tabela de Apoios do Programa.

### Objetivos
Os principais objetivos do Programa Mobilidade AULP incluem:
- Promover a Mobilidade Académica no Espaço Lusófono;
- Fomentar Protocolos de Cooperação entre Universidades e Politécnicos dos Países de Língua Oficial Portuguesa e Macau (RAEM);
- Internacionalizar o Ensino Superior;
- Melhorar o Sistema de Equivalência de Créditos no Espaço Lusófono;
- Impulsionar Currículos Flexíveis;
- Difundir a Cultura Lusófona;
- Aumentar o Interesse pelo Ensino nos Países de Língua Oficial Portuguesa e Macau (RAEM);
- Fomentar a Comunicação Global, suspendendo barreiras linguísticas;
- Mobilizar Ciência e Conhecimento.[14]

### Bolsas de Viagem OEI-AULP
A Associação das Universidades de Língua Portuguesa (AULP) e a Organização de Estados Ibero-americanos para a Educação, a Ciência e a Cultura (OEI) estabeleceram uma parceria, no âmbito do Programa Mobilidade AULP, que prevê a atribuição de 3 Bolsas de Viagem a estudantes de licenciatura e mestrado, oriundos dos países da Comunidade dos Países de Língua Portuguesa (CPLP), que pretendam frequentar uma instituição de ensino superior no Brasil ou em Portugal.
A atribuição destas bolsas visa facilitar o processo de deslocação dos estudantes para os países onde ficarão a estudar em mobilidade.

### Bolsas AULP-PROCULTURA
A Associação das Universidades de Língua Portuguesa (AULP), o Camões – Instituto da Cooperação e da Língua, I.P. e a Comunidade dos Países de Língua Portuguesa (CPLP) desenvolveram uma parceria, no âmbito do projeto da União Europeia PROCULTURA PALOP-TL – Promoção do Emprego nas Atividades Geradoras de Rendimento no Setor Cultural nos PALOP e Timor-Leste, que prevê a atribuição de bolsas de estudo a alunos aceites no Programa Mobilidade AULP que estejam a frequentar licenciatura ou mestrado, numa instituição de ensino superior dos PALOP ou Timor-Leste, em áreas disciplinares relacionadas com a Cultura.
O projeto PROCULTURA PALOP-TLé uma Ação do Programa Indicativo Multianual PALOP-TL e União Europeia, financiada pela União Europeia, cofinanciada e gerida pelo Camões, IP e cofinanciada também pela Fundação Calouste Gulbenkian. Tem como objetivo contribuir para a criação de emprego em atividades geradoras de rendimento na economia cultural e criativa dos PALOP e de Timor-Leste.
As últimas bolsas AULP-PROCULTURA já foram alocadas pelo que o projeto se encontra em fase de conclusão. Não estão disponíveis novas vagas a estas bolsas.

### Lista Instituições de Ensino Superior participantes do Programa Mobilidade AULP

#### Angola
- Instituto Superior Politécnico Atlântida - ISP Atlântida
- Instituto Superior Politécnico Independente de Angola - ISPI
- Universidade Agostinho Neto — UAN
- Universidade Católica de Angola — UCAN
- Universidade de Luanda - UniLuanda
- Universidade Katyavala Bwila — UKB
- Universidade Mandume Ya Ndemufayo – UMN
- Universidade Óscar Ribas — UOR
- Universidade Lueji A'Nkonde - ULAN
- Universidade Kimpa Vita - UNIKIVI
- Universidade Onze de Novembro - UON

#### Brasil
- Centro Federal de Educação Tecnológica de Minas Gerais — CEFET/MG
- Centro Universitário de Mineiros — UNIFIMES
- Centro Universitário do Rio Grande do Norte — UNI/RN
- Faculdade de Ciências Médicas de Minas Gerais - CMMG
- Faculdade SESI de Educação - SESI-SP
- Instituto Federal de Educação, Ciência e Tecnologia da Paraíba — IFPB
- Instituto Federal de Educação, Ciência e Tecnologia Farroupilha — IFFarroupilha
- Universidade da Integração Internacional da Lusofonia Afro-Brasileira — UNILAB
- Universidade do Estado da Bahia - UNEB
- Universidade Estadual de Campinas — UNICAMP
- Universidade Estadual de Santa Cruz — UESC
- Universidade Federal da Bahia — UFBA
- Universidade Federal da Paraíba — UFPB
- Universidade Federal de Ciências da Saúde de Porto Alegre — UFCSPA
- Universidade Federal de Goiás — UFG
- Universidade Federal de Alfenas — UNIFAL-MG
- Universidade Federal de Mato Grosso — UFMS
- Universidade Federal de Minas Gerais — UFMG
- Universidade Federal de Pernambuco — UFPE
- Universidade Federal de Roraima — UFRR
- Universidade Federal de Santa Catarina — UFSC
- Universidade Federal de São Carlos — UFSCAR
- Universidade Federal de Uberlândia — UFU
- Universidade Federal de Lavras - UFLA
- Universidade Federal do Espírito Santo — UFES
- Universidade Federal do Pampa — UNIPAMPA
- Universidade Federal do Pará — UFPA
- Universidade Federal do Recôncavo da Bahia — UFRB
- Universidade Federal do Rio Grande — FURG
- Universidade Federal do Rio Grande do Norte — UFRN
- Universidade Federal do Rio Grande do Sul — UFRGS
- Universidade Federal Fluminense — UFF
- Universidade Tecnológica Federal do Paraná — UTFPR

#### Cabo Verde
- Instituto Superior de Ciências Económicas e Empresariais - ISCEE
- Universidade de Cabo Verde — UNICV

#### Guiné-Bissau
- Escola Normal Superior Tchico Té - ENSTT
- Instituto Nacional de Estudos e Pesquisa — INEP

#### Macau (RAEM, China)
- Universidade de Turismo de Macau — UTM
- Universidade de Macau — UM
- Universidade Politécnica de Macau — UPM

#### Moçambique
- Academia de Ciências Policiais — ACIPOL
- Instituto Superior Politécnico de Gaza - ISPG
- Universidade Joaquim Chissano - UJC
- Universidade Alberto Chipande — UniAC
- Universidade Licungo - UniLicungo
- Universidade Católica de Moçambique — UCM
- Universidade Eduardo Mondlane — UEM
- Universidade Lúrio — UNILÚRIO
- Universidade Pedagógica — UP
- Universidade Politécnica de Moçambique — UPM
- Universidade Rovuma - UniRovuma
- Universidade Zambeze — UNIZAMBEZE

#### Portugal
- Escola Superior de Enfermagem de Coimbra — ESENFC
- Escola Superior de Saúde de Santa Maria - ESSSM
- Instituto Politécnico da Guarda — IPG
- Instituto Politécnico de Beja — IPBEJA
- Instituto Politécnico de Bragança — IPB
- Instituto Politécnico de Coimbra — IPC
- Instituto Politécnico de Leiria — IPLEIRIA
- Instituto Politécnico de Lisboa — IPL
- Instituto Politécnico de Portalegre — IPPORTALEGRE
- Instituto Politécnico de Santarém — IPSANTARÉM
- Instituto Politécnico de Tomar — IPT
- Instituto Politécnico de Viana do Castelo — IPVC
- Instituto Politécnico de Viseu — IPV
- Instituto Politécnico do Cávado e do Ave — IPCA
- Instituto Superior de Administração e Gestão - ISAG
- Universidade da Maia — UMAIA
- Universidade Aberta — UAB
- Universidade da Madeira — UMA
- Universidade de Aveiro — UA
- Universidade de Coimbra — UC
- Universidade de Évora — UÉVORA
- Universidade de Trás-os-Montes e Alto Douro — UTAD
- Universidade do Algarve — UALG
- Universidade Lusófona de Humanidades e Tecnologias — ULHT
- Universidade Nova de Lisboa — UNL

#### São Tomé e Príncipe
- Universidade de São Tomé e Príncipe — USTP

#### Timor-Leste
- Universidade Nacional Timor Lorosa'e — UNTL[18]

## Revista Internacional Em Língua Portuguesa (RILP)

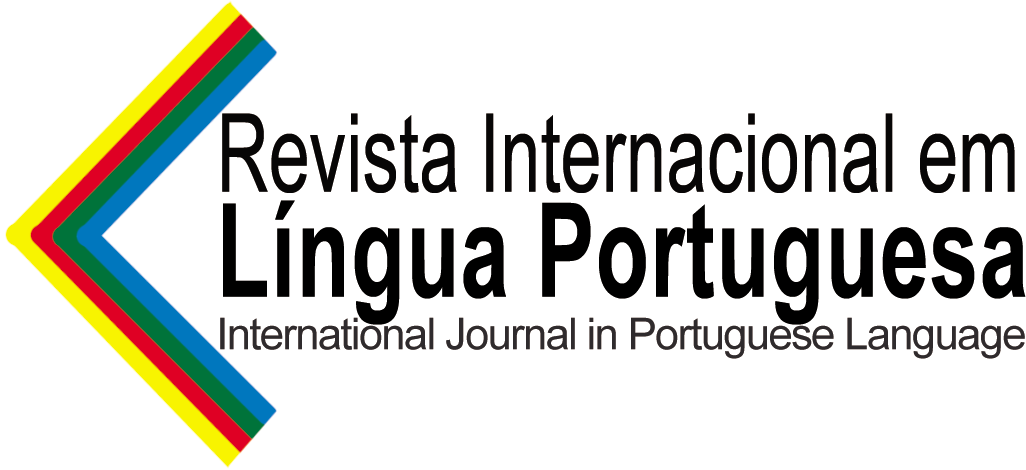
Logótipo da Revista Internacional em Língua Portuguesa. Website oficial: www.rilp-aulp.org

A Revista Internacional em Língua Portuguesa (RILP), editada desde o ano de 1989, é uma publicação interdisciplinar da Associação das Universidades de Língua Portuguesa. A RILP surgiu como manifestação do desejo de interconhecimento e de intercâmbio de todos os que, na América, na Ásia, na Europa e na África falam português no seu quotidiano e se preocupam com a sua utilização e o seu ensino.
A Revista surge como um modo de aproximar as culturas que na língua portuguesa encontram expressão, ou que a moldam para se exprimirem, e se este é o destino do português, não é mais do que a continuação da sua própria historia em que esse destino – como todos os destinos – já estava contido.

O Número Internacional Normalizado das Publicações em Série (ISSN) desta coleção é 2182-4452 (formato papel) e 2184-2043 (formato digital). A Revista Internacional em Língua Portuguesa (RILP) está indexada ao catálogo SciELO Portugal, Latindex, Qualis/CAPES, European Reference Index for The Humanities and Social Sciences (ERIH PLUS) da European Science Foundation (ESF), RCAAP – Repositórios Científicos de Acesso Aberto de Portugal, Scientific Journal Impact Factor (SJIF), Livre  – Revistas de livre acesso e e REDIB – Red Iberoamericana de Innovación y Conocimiento Científico. A Revista está inscrita no Google Scholar (‪Revista Internacional em Língua Portuguesa‬ – ‪Google Académico‬) e é membro oficial e autorizado do Crossref para depositar o DOI de todos os artigos publicados. 

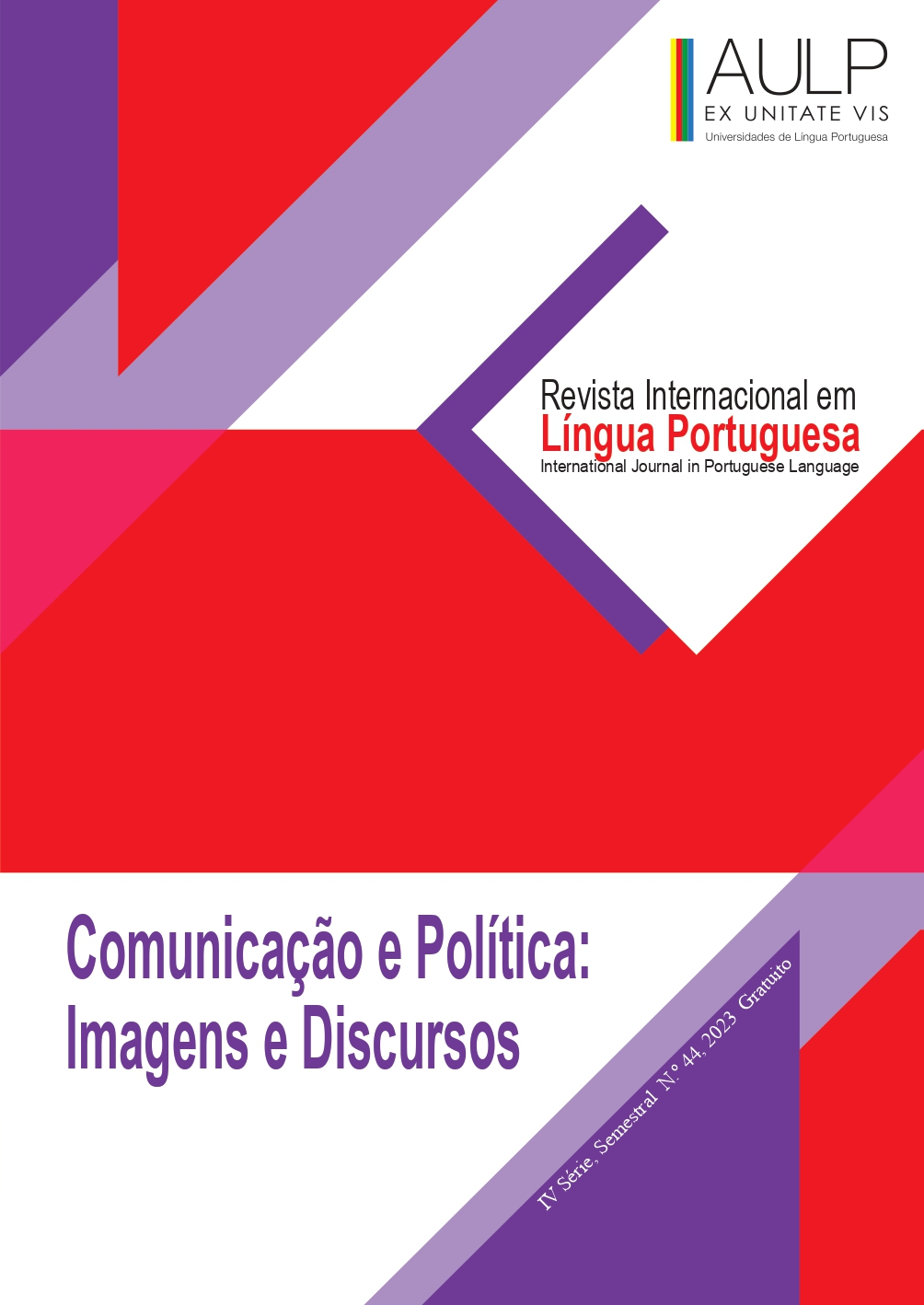
Capa do Nº 44 da RILP (2023). Pode consultar o número da Revista aqui: https://www.rilp-aulp.org/index.php/rilp/issue/view/rilp2023_44

### Últimos números
N.º 47 - Sustentabilidade e Desenvolvimento Social
N.º 46 - Ambiente e Educação
N.º 45 - Ambiente e Economia Azul
N.º 44 - Comunicação e Política: Imagens e Discursos
N.º 43 – Comunicação e Política: Leituras e Estratégias
N.º 42 – Desafios Contemporâneos de Saúde: Permanências e Endemias  
N.º 41 – Desafios Contemporâneos de Saúde: A pandemia COVID-19
N.º 40 – Ensino da Língua Portuguesa: Contextos e Perspetivas
N.º 39 – Ensino da Língua Portuguesa: Casos e Projetos
N.º 38 – Artes Performativas e Imagem em Movimento
N.º 37 – Artes e Música
N.º 36 – Literatura e Oralidade
N.º 35 - Biodiversidade
N.º 34 - Ciências Médicas e da Vida

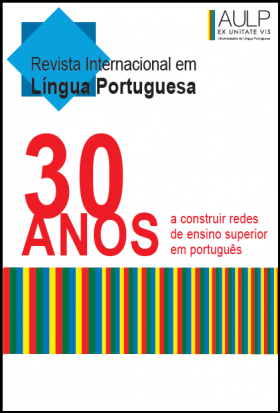
Capa da RILP Nº30 comemorativa dos 30 anos da AULP (2016). Pode consultar o número da Revista aqui:https://aulp.org/publicacoes-rilp-30/

N.º 33 - Ciências da Saúde e Tecnologia
N.º 32 - África em Língua Portuguesa - Variação no português africano e expressões literárias
N.º 31 - Língua Portuguesa em África - Políticas Linguísticas e Crioulos em Debate
N.º 30 – 30 anos (edição comemorativa)
N.º 28/29 – Rotas e Mercadores
N.º 27 - Mar
N.º 26 – Turismo
N.º 25 – Segurança Alimentar
N.º 24 – Migrações
N.º 23 – Cidades e Metrópoles
N.º 22 - A Gestão da Água e dos Recursos Hídricos para um Desenvolvimento Partilhado
N.º 21 - Agricultura e Desenvolvimento Rural

## Prémio Fernão Mendes Pinto
A Associação das Universidades de Língua Portuguesa (AULP) atribui anualmente um prémio denominado Fernão Mendes Pinto que galardoa uma dissertação de mestrado ou doutoramento que contribua para a aproximação das comunidades de língua portuguesa, defendida durante o ano civil anterior. O valor do Prémio Fernão Mendes Pinto é de 8.000€ (oito mil euros) a atribuir numa parceria conjunta entre a AULP e a CPLP ao autor premiado e cuja publicação será da responsabilidade do Instituto Camões.
O júri é constituído por um conjunto de professores de áreas diferentes e provenientes de instituições de ensino superior de vários países. O presidente da AULP faz parte do júri e é da responsabilidade do conselho de administração nomear os avaliadores por um período de 3 anos.
O nome do prémio é uma homenagem a Fernão Mendes Pinto, aventureiro e explorador português que integrou uma das primeiras expedições ocidentais que chegou ao Japão no século XVI.

### Vencedores

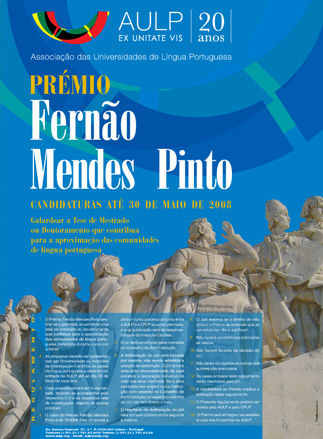
Cartaz da edição do Prémio Fernão Mendes Pinto de 2008

2008 -  José Aurivaldo Sachetta Mendes, “Laços de Sangue: privilégios e intolerância à imigração portuguesa no Brasil – 1822-1945”, Universidade de São Paulo.
2009 - O Conselho de Administração da AULP, após análise das candidaturas, decidiu não atribuir o Prémio Fernão Mendes Pinto de 2009.
2010 - Gisella de Amorim Serrano, “Caravelas de Papel: a Política Editorial do Acordo Cultural de 1941 e o Pan-Lusitanismo (1941-1949)”, Universidade Federal de Minas Gerais.
2011 - Cármen Liliana Ferreira Maciel, “A Construção da Comunidade Lusófona a partir do Antigo Centro – Micro-Comunidades e Práticas da Lusofonia)”, Universidade Nova de Lisboa – Faculdade de Ciências Sociais e Humanas.
2012 - Pedro Manuel Rodrigues da Silva Madeira Góis, "A Construção secular de uma identidade étnica transnacional: a cabo-verdianidade”, Faculdade de Economia da Universidade de Coimbra.
2013 - Odair Bartolomeu Barros Lopes Varela, “Mestiçagem Jurídica? O Estado e a Participação Local na Justiça em Cabo Verde: uma análise pós-colonial”, Faculdade de Economia da Universidade de Coimbra.
2014 - Fátima da Cruz Rodrigues da Universidade de Coimbra com a dissertação de doutoramento em Sociologia, no curso de Pós-Colonialismos e Cidadania Global, “Antigos Combatentes Africanos das Forças Armadas Portuguesas – A Guerra Colonial como Território de (Re)conciliação“.
2015 - Kamila Katarzyna Krakowska Rodrigues, da Universidade de Coimbra, com a dissertação “Na Demanda da Ideia de Nação: As Viagens Pós-Coloniais, Em Mário de Andrade e Mia Couto”.
2016 - Patricia Delayti Telles, da Universidade de Évora, com a dissertação “Retrato entre baionetas: prestígio, política e saudades na pintura do retrato em Portugal e no Brasil, entre 1804 e 1834”.
2017 - Gustavo Velloso, da Universidade de São Paulo, Brasil, com a dissertação “Ociosos e sedicionários. Populações indígenas e os tempos do trabalho nos Campos de Piratininga (século XVII)“.

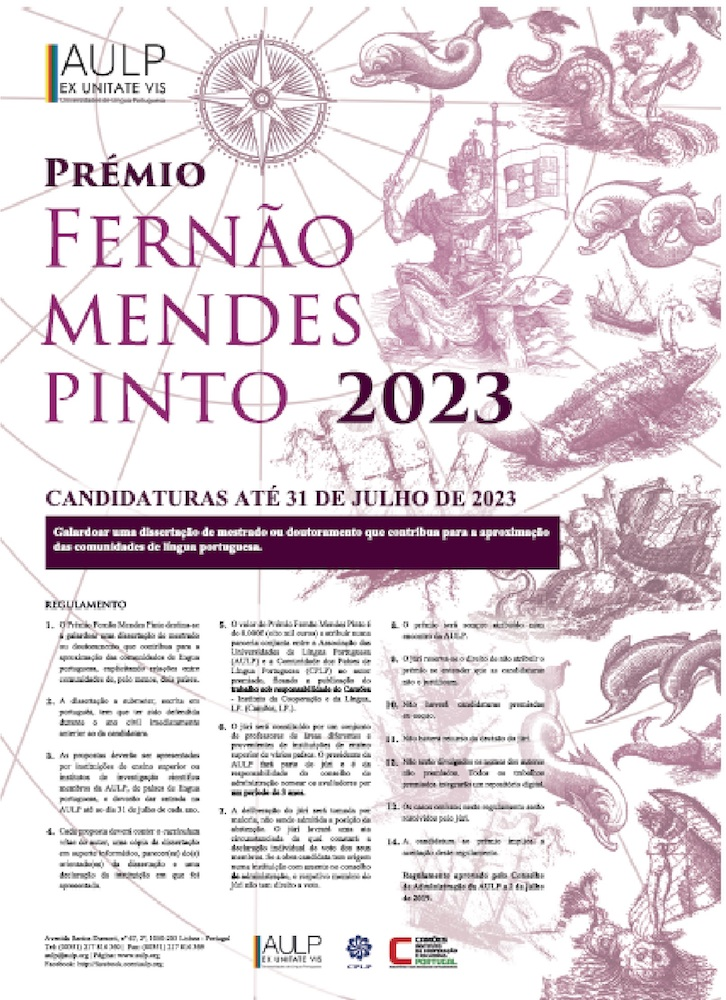
Cartaz da edição do Prémio Fernão Mendes Pinto de 2023

2018 - Rui Manuel Ferreira da Silva da Universidade do Minho, com a dissertação de doutoramento "Entre o internacional e o local – impacto e efeitos de programas de educação em cooperação para o desenvolvimento. Um estudo de caso na Guiné-Bissau".
2019 - Tânia dos Reis Alves da Universidade de Lisboa, com a dissertação de doutoramento "1961 – Sob o viés da imprensa. Os jornais portugueses, britânicos e franceses na conjuntura da eclosão da guerra no império português".
2020 - Mateus Segunda Chicumba, licenciado na Universidade Agostinho Neto, Angola, que defendeu a dissertação de doutoramento: "A educação bilingue em Angola. E o lugar das línguas nacionais", na Universidade de Lisboa, Portugal.
2021 - Sara Santos Morais, que defendeu a dissertação de doutoramento: "O palco e o mato. O lugar das timbíla no projeto de construção da nação em Moçambique", na Universidade de Brasília, Brasil.
2022 - Mário João Lázaro Vicente, que defendeu a dissertação de mestrado: “Os sobas e a construção de Angola nos séculos XVI e XVII”, na Universidade Nova de Lisboa, Portugal.
2023 - Manuel Duarte João Pires, que defendeu a dissertação de Doutoramento: “Português no ensino superior da China: os estudantes chineses de mobilidade de crédito em Portugal e o ensino para a interação cultural.”, na Universidade de Lisboa, Portugal.
2024 - Ana Manuela Poças Fernandes da Silva, que defendeu a dissertação de Doutoramento: “Educação em Meio Rural: contributos para contextualizar o currículo na Guiné-Bissau” na Universidade do Minho, Portugal.

## Obras Comemorativas
Desde 2007 a AULP é responsável pela publicação de um conjunto de obras comemorativas nos seus encontros anuais, contribuindo para o panorama literário e científico nos países onde se fala a língua portuguesa.
São reedições fac-similadas de obras inacessíveis, livros científicos de reconhecido valor já desaparecidos, ou cuja oportunidade se faz sentir, que são distribuídas gratuitamente por todos os membros, servindo os interesses da comunidade científica, enriquecendo o debate científico e favorecendo a relação entre os membros da comunidade.

### Lista de Obras Comemorativas AULP

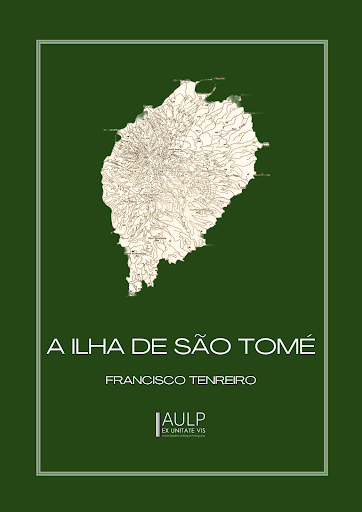
Capa da obra comemorativa do XXXII Encontro da AULP em São Tomé e Príncipe (2023). O livro constitui uma reedição fac-similada da obra "A Ilha de São Tomé" de Francisco Tenreiro.

- Os Tauaras do Vale do Zambeze, Carlos Ramos de Oliveira.
- Brasil e África: Outro Horizonte (Relações e Política Afro-Brasileira), José Honório Rodrigues.
- A Ilha de São Tomé, Francisco Tenreiro.
- Viagens e apontamentos de um Portuense em África. Diário de António Francisco Ferreira da Silva, Maria Emília Madeira Santos.
- Repensar Macau, Fernanda Gil Costa.
- Fontes Históricas sobre Macau no Arquivo Histórico de Goa. Séculos XVI a XIX: Um Catálogo, António Vasconcelos de Saldanha e Artur Teodoro de Matos.
- Frei Fernando de Almeida: obras completas, João Pedro d’Alvarenga e João Vaz.
- Instrumentos Musicais de Angola: sua construção e descrição, José Redinha.
- Máscaras e Mascarados Angolanos: Usos, Formas e Ritos José Redinha.
- Da África para o Atlântico, Mikael Parkvall.
- Timor-Leste: identidade e território, Fernando Augusto de Figueiredo.
- Virtudes de algumas plantas, folhas, frutas, cascas e raízes de diferentes árvores e arbustos da Ilha de Timor.
- A ilha do fogo e as suas erupções, Orlando Ribeiro.
- Traços Biográficos Relativos ao Finado Antônio Francisco Lisboa, Finado Escultor Mineiro, mais Conhecido pelo Apelido de Aleijadinho
- Os Macondes de Moçambique.
- O Alto Trás-os-Montes - Estudo Geográfico”, Virgílio Taborda.
- Ditema, Dicionário Temático de Macau, Universidade de Macau
- Etnias e Culturas de Angola, José Redinha;
- Carta Fitogeográfica de Angola, Luís Grandvaux Barbosa;
- Sermão de Santo António aos Peixes, Sermão da Sexagésima, Sermão do Demónio do Mudo, Padre António Vieira.
- Santiago de Cabo Verde: a Terra e os Homens, Ilídio do Amaral.
- O Ensino Superior nos Países em Desenvolvimento: Perigos e Esperanças.

## Órgãos Sociais
A AULP é composta pela Assembleia-Geral, pelo Conselho de Administração (CA) e pelo Conselho Fiscal (CF).

### Assembleia-Geral
A Assembleia-Geral (AG) é o órgão supremo da Associação e reúne-se anualmente em sessão ordinária no local e data fixados na reunião precedente. A AG é constituída pelos representantes das instituições-membro da AULP.
Entre as suas várias funções, compete à Assembleia-Geral determinar a política geral da Associação, o seu plano de trabalho e garantir o bom funcionamento da mesma.

### Conselho de Administração
O Conselho de Administração (CA) é o órgão de direção da atividade da Associação, fazendo cumprir as decisões da Assembleia-Geral.
O CA é composto pelo Presidente da Associação, um Secretário-Geral, 4 Vice-Presidentes, 5 vogais efetivos e 4 vogais suplentes.

### Conselho Fiscal
O Conselho Fiscal tem como missão examinar as contas do ano precedente, elaborar um relatório sobre as mesmas e submetê-lo à Assembleia-Geral através do Conselho de Administração.
O CF é constituído por um Presidente, 2 vogais efetivos e 2 vogais suplentes.

### Secretário-Geral
É da responsabilidade do Secretário-Geral executar as decisões da presidência e as deliberações do Conselho de Administração e Assembleia-Geral.

## Presidências AULP
1986-1989 – Universidade Técnica de Lisboa (Portugal) - Reitor António Simões Lopes
1989-1993 – Universidade Federal do Maranhão (Brasil) - Reitor Jerônimo Pinheiro
1993-1996 – Universidade Técnica de Lisboa (Portugal) - Reitor António Simões Lopes
1996-1999 – Universidade de Caxias do Sul (Brasil) - Reitor Ruy Pauletti
1999-2002 – Universidade Eduardo Mondlane (Moçambique) - Reitor Brazão Mazula
2002-2005 – Universidade Agostinho Neto (Angola) - Reitor João Sebastião Teta
2005-2008 – Universidade do Algarve (Portugal) - Reitores Adriano Pimpão e João Pinto Guerreiro
2009-2011 – Universidade Federal de Minas Gerais (Brasil) - Reitores Ronaldo Pena Tadeu e Clélio Campolina Diniz
2011-2014 – Universidade Lúrio (Moçambique) - Reitor Jorge Ferrão
2014-2017 - Universidade de Macau (Macau) - Vice-Reitor Rui Martins
2017–2020 - Universidade Mandume Ya Ndemufayo (Angola) - Reitor Orlando da Mata
2021–2024 - Universidade de Coimbra (Portugal) - Vice-Reitor João Nuno Calvão da Silva
2024 - Presente - Universidade de Cabo Verde (Cabo Verde) - Reitor José Arlindo Fernandes Barreto

## Secretários-Gerais AULP
1986-2002 – Manuel Coelho da Silva
2002-2005 – João Alarcão Troni
2006-2010 – Cristina Montalvão Sarmento
2010-2014 – Teresa Botelheiro (Secretária-Executiva)
2014-Presente – Cristina Montalvão Sarmento

## Membros

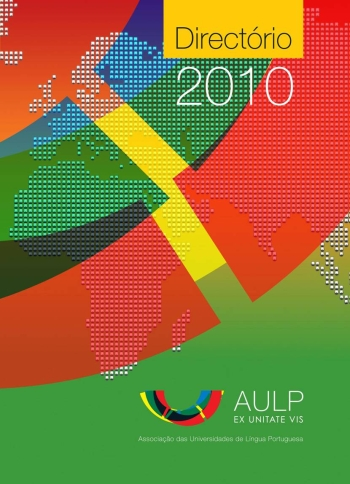
Capa do Diretório AULP de 2010. Os diretórios são disponibilizados aos membros titulares e associados da AULP

### Diretórios
Dando resposta a uma necessidade que vinha sendo fortemente sentida, foi publicado o primeiro Diretório AULP, em 1999, incluindo uma listagem de endereços dos Membros Titulares e Associados, ordenados alfabeticamente e por país de origem.
Hoje, merecendo a melhor adesão por parte dos membros AULP, é uma ferramenta de consulta de mais de 130 instituições universitárias de Angola, Brasil, Cabo Verde, Guiné, Macau, Moçambique, Portugal, São Tomé e Timor.
Contém ainda, uma breve apresentação da AULP e o organograma dos respectivos Órgãos Sociais.

### Membros titulares

#### Angola
- Instituto Superior de Ciências de Educação da Huíla - ISCED-HUÍLA
- Instituto Superior Politécnico Atlântida - ISP Atlântida
- Instituto Superior Politécnico Independente de Angola - ISPI
- Universidade Agostinho Neto — UAN
- Universidade Católica de Angola — UCAN
- Universidade de Luanda - UniLuanda
- Universidade João Eduardo dos Santos - UJES
- Universidade Katyavala Bwila — UKB
- Universidade Mandume Ya Ndemufayo – UMN
- Universidade Óscar Ribas — UOR
- Universidade Privada de Angola — UPRA
- Universidade Técnica de Angola — UTANGA

Brasil:
- Centro Estadual de Educação Tecnológica Paula Souza - CPS
- Centro Federal de Educação Tecnológica Celso Suckow da Fonseca — CEFET/RJ
- Centro Federal de Educação Tecnológica de Minas Gerais — CEFET/MG
- Centro Universitário Autônomo do Brasil — UNIBRASIL
- Centro Universitário Municipal de Franca - Uni-FACEC
- Centro Universitário de Mineiros — UNIFIMES
- Centro Universitário do Rio Grande do Norte — UNI/RN
- Faculdade de Ciências Médicas de Minas Gerais - CMMG
- Faculdade SESI de Educação - SESI-SP
- Fundação Oswaldo Cruz — FIOCRUZ
- Instituto Federal de Educação, Ciência e Tecnologia da Paraíba — IFPB
- Instituto Federal de Educação, Ciência e Tecnologia Farroupilha — IFFarroupilha
- Universidade da Integração Internacional da Lusofonia Afro-Brasileira — UNILAB
- Universidade de Brasília — UNB
- Universidade de Itaúna — UIT
- Universidade de São Paulo — USP
- Universidade do Estado da Bahia - UNEB
- Universidade do Estado de Mato Grosso — UNEMAT
- Universidade do Estado do Rio de Janeiro — UERJ
- Universidade do Estado do Pará - UEPA
- Universidade Estadual da Paraíba — UEPB
- Universidade Estadual de Campinas — UNICAMP
- Universidade Estadual de Santa Cruz — UESC
- Universidade Estadual Paulista "Júlio de Mesquita Filho" — UNESP
- Universidade Federal da Bahia — UFBA
- Universidade Federal da Paraíba — UFPB
- Universidade Federal de Ciências da Saúde de Porto Alegre — UFCSPA
- Universidade Federal de Goiás — UFG
- Universidade Federal de Alfenas — UNIFAL-MG
- Universidade Federal de Mato Grosso — UFMS
- Universidade Federal de Minas Gerais — UFMG
- Universidade Federal de Pelotas — UFPEL
- Universidade Federal de Pernambuco — UFPE
- Universidade Federal de Roraima — UFRR
- Universidade Federal de Santa Catarina — UFSC
- Universidade do Vale do Taquari — UNIVATES
- Universidade Federal de São Carlos — UFSCAR
- Universidade Federal de Uberlândia — UFU
- Universidade Federal de Lavras - UFLA
- Universidade Federal do Amazonas — UFAM
- Universidade Federal do Agreste de Pernambuco - UFAPE
- Universidade Federal do Espírito Santo — UFES
- Universidade Federal do Pampa — UNIPAMPA
- Universidade Federal do Pará — UFPA
- Universidade Federal do Sul da Bahia - UFSB
- Universidade Federal do Recôncavo da Bahia — UFRB
- Universidade Federal do Rio de Janeiro — UFRJ
- Universidade Federal do Rio Grande — FURG
- Universidade Federal do Rio Grande do Norte — UFRN
- Universidade Federal do Rio Grande do Sul — UFRGS
- Universidade Federal Fluminense — UFF
- Universidade Tecnológica Federal do Paraná — UTFPR

Cabo Verde:
- Instituto Superior de Ciências Económicas e Empresariais - ISCEE
- Instituto Superior de Ciências Jurídicas e Sociais - ISCJS
- Universidade Lusófona de Cabo Verde - ULCV
- Universidade de Cabo Verde — UNICV
- Universidade do Mindelo — UNIMINDELO

Guiné-Bissau:
- Escola Normal Superior Tchico Té - ENSTT
- Faculdade de Direito da Guiné-Bissau — FDGB
- Instituto Nacional de Estudos e Pesquisa — INEP
- Instituto Nacional para o Desenvolvimento da Educação — INDE
- Universidade Lusófona da Guiné-Bissau — ULG

Macau (RAEM, China):
- Instituto de Formação Turística de Macau — IFTM
- Instituto Internacional de Macau — IIM
- Universidade da Cidade de Macau — UCM
- Universidade de Ciência e Tecnologia de Macau - MUST
- Universidade de Macau — UM
- Universidade de São José — USJ
- Universidade Politécnica de Macau — UPM

Moçambique:
- Academia de Ciências Policiais — ACIPOL
- Instituto Superior de Formação, Investigação e Ciência - ISFIC
- Instituto Superior Politécnico de Gaza - ISPG
- Universidade Aberta - ISCED
- Universidade Joaquim Chissano - UJC
- Universidade Alberto Chipande — UniAC
- Universidade Licungo - UniLicungo
- Universidade Católica de Moçambique — UCM
- Universidade Eduardo Mondlane — UEM
- Universidade Lúrio — UNILÚRIO
- Universidade Pedagógica — UP
- Universidade Politécnica de Moçambique — UPM
- Universidade Púnguè - UniPúnguè
- Universidade Rovuma - UniRovuma
- Universidade São Tomás de Moçambique - USTM
- Universidade Save - UNISAVE
- Universidade Zambeze — UNIZAMBEZE

Portugal:
- Camões - Instituto da Cooperação e Língua — IC, I. P.
- Escola Superior de Enfermagem de Coimbra — ESENFC
- Escola Superior de Hotelaria e Turismo do Estoril — ESHTE
- Escola Superior de Saúde de Santa Maria - ESSSM
- Instituto Piaget, Cooperativa Para O Desenvolvimento Humano, Integral e Ecológico, C.R.L.
- Instituto Politécnico da Guarda — IPG
- Instituto Politécnico de Beja — IPBEJA
- Instituto Politécnico de Bragança — IPB
- Instituto Politécnico de Castelo Branco — IPCB
- Instituto Politécnico de Coimbra — IPC
- Instituto Politécnico de Leiria — IPLEIRIA
- Instituto Politécnico de Lisboa — IPL
- Instituto Politécnico de Portalegre — IPPORTALEGRE
- Instituto Politécnico de Santarém — IPSANTARÉM
- Instituto Politécnico de Setúbal — IPS
- Instituto Politécnico de Tomar — IPT
- Instituto Politécnico de Viana do Castelo — IPVC
- Instituto Politécnico de Viseu — IPV
- Instituto Politécnico do Cávado e do Ave — IPCA
- Instituto Politécnico do Porto — IPP
- Instituto Superior de Administração e Gestão - ESE
- Instituto Superior de Gestão - ISG
- Instituto Universitário da Maia — ISMAI
- Instituto Universitário de Lisboa — ISCTE-IUL
- Universidade Aberta — UAB
- Universidade Autónoma de Lisboa — UAL
- Universidade Católica Portuguesa — UCP
- Universidade da Beira Interior — UBI
- Universidade da Madeira — UMA
- Universidade de Aveiro — UA
- Universidade de Coimbra — UC
- Universidade de Évora — UÉVORA
- Universidade de Lisboa — ULISBOA
- Universidade de Trás-os-Montes e Alto Douro — UTAD
- Universidade do Algarve — UALG
- Universidade do Minho — UM
- Universidade do Porto — UP
- Universidade Fernando Pessoa — UFP
- Universidade Lusíada de Lisboa — ULL
- Universidade Lusófona de Humanidades e Tecnologias — ULHT
- Universidade Nova de Lisboa — UNL
- Universidade Portucalense Infante D. Henrique — UPT

São Tomé e Príncipe:
- Instituto Universitário de Contabilidade, Administração e Informática — IUCAI
- Universidade Lusíada de São Tomé e Príncipe - ULSTP
- Universidade de São Tomé e Príncipe — USTP

Timor-Leste:
- Universidade Nacional Timor Lorosa'e — UNTL

Fonte

### Membros associados
- International Association of Universities - IAU
- Instituto de Estudos Europeus de Macau — IEEM
- United Nations African Institute for Economic Development and Planning - IDEP
- Fundação Jorge Álvares

Fonte